# Yūichi Nakamaru
Yūichi Nakamaru (jap. 中丸雄一 Nakamaru Yūichi; ur. 4 września 1983 w Tokio)) – japoński wokalista zespołu KAT-TUN, aktor, gospodarz programów telewizyjnych.
Najstarszy członek KAT-TUN. Po odejściu Jina Akanishiego, drugi główny wokal. Jego specjalnościami są: beatbox, Electro dance i rysowanie. Interesuje się tworzeniem akcesoriów. Zawsze zakłada coś własnej roboty na sesje fotograficzne do magazynów.
Jest uzależniony od gier, szczególnie Metal Gear Solid oraz Winning Eleven. Powiedział, że chciałby pracować w firmie Konami (producent i wydawca wymienionych gier).
Ma piękne dłonie, KAT-TUN i juniorzy twierdzą, że mógłby być modelem dłoni. Boi się wysokości, ma też "fobię szpilek".
Ma dwie młodsze siostry (o 4 i 6 lat), ojciec jest policjantem. Ma psa Choco.
Razem z Tanaką i Taguchim pod nazwą NTT nagrali piosenkę Girls.
Z Uedą nazywani są Maruda, z Akanishim Nakanishi lub Jinru, z Kame Nakame, z Tanaką Tanaka.

## TV Dramy
- 2012 Omoni naitemasu jako Keisuke Akamatsu
- 2012 Hayami-san to Yobareru Hi SP jako Kaoru Hayami
- 2012 Hayami-san to Yobareru Hi jako Kaoru Hayami
- 2011 Last Money ~Ai no Nedan~ jako Ono Keigo
- 2010 Hancho 3 odcinek 10  jako Shinobu Sonoda
- 2009 Haha no Okurimono jako Misaaki
- 2009 RESCUE jako Daichi Kitajima
- 2007 Sushi Oji! jako Taro Kawahara
- 2005 Kindaichi Shonen no Jikenbo 2005
- 2000 Kowai Nichiyobi 2000
- 1999 P.P.O.I. jako Kasuga
- 1999 Kowai Nichiyobi
- 1999 Kowai Nichiyobi

## Filmy
- 2008 Ginmaku Ban Sushi Ouji! ~New York e Iku~  jako Kawahara Taro